# Stenocercus imitator
Stenocercus imitator este o specie de șopârle din genul Stenocercus, familia Tropiduridae, descrisă de Cadle 1991. A fost clasificată de IUCN ca specie cu risc scăzut.
Este endemică în Peru. Conform Catalogue of Life specia Stenocercus imitator nu are subspecii cunoscute.